# Comuna Scumpia, Fălești
Comuna Scumpia este o comună din raionul Fălești, Republica Moldova. Este formată din satele Scumpia (sat-reședință), Hîrtop, Măgureanca și Nicolaevca.

## Istorie
Pe teritoriul comunei s-au păstrat 7 movile funerare, dovadă că aici au staționat în câteva rânduri cete de nomazi.
În perioada interbelică (1918-1940) comuna Scumpia era alcătuită din satele Scumpia, Cotul Sandagiului, Măgureanca, Nicolăeni, Sărata Veche și Sărata Nouă.
În 1942, comuna Scumpia includea localitățile: Scumpia, Cotu Sandajiului, Hârtopu Popii, Măgureanca, Niculăeni și Stolniceni-Gară.

## Demografie
Conform datelor recensământului din 2014, comuna are o populație de 3.243 de locuitori. La recensământul din 2004 erau 3.807 locuitori.

## Administrație și politică
Componența Consiliului local Scumpia (13 consilieri), ales la 5 noiembrie 2023, este următoarea:
|  | Partid                                       | Consilieri | Componență | Componență | Componență | Componență | Componență |
|  | -------------------------------------------- | ---------- | ---------- | ---------- | ---------- | ---------- | ---------- |
|  | Partidul Acțiune și Solidaritate             | 5          |            |            |            |            |            |
|  | Platforma Demnitate și Adevăr                | 4          |            |            |            |            |            |
|  | Partidul Social Democrat European            | 2          |            |            |            |            |            |
|  | Partidul Socialiștilor din Republica Moldova | 1          |            |            |            |            |            |
|  | Candidat independent IURIE BLIȘCEAC          | 1          |            |            |            |            |            |